# Franz Hayler
Franz Hayler (29 août 1900 à Schwarzenfeld) - 11 septembre 1972 à Aschau im Chiemgau) , membre du NSDAP et de la SS, est, sous le Troisième Reich, secrétaire d'État du Ministère de l'Économie du Reich et député au Reichstag. 

## Biographie
Hayler s'implique très tôt dans la politique, en combattant au sein du Freikorps Oberland contre la République soviétique bavaroise, dans la région de la Ruhr et en Haute-Silésie. En 1923, il participe au putsch de la brasserie. Il rejoint le parti nazi le  1er décembre 1931 (n°. 754133), puis la SS le 23 mars 1934  (n° d'adhérent 64697) le 23 mars 1934 . En  1939 il est devenu Standartenführer. (Colonel), et plus tard Brigadeführer (Major General) au bureau principal du SD.
Hayler, vendeur indépendant depuis 1927, occupe de nombreux postes de responsabilité dans des associations économiques après l'accession au pouvoir des nazis : en juin 1933 il est le chef de l'Association du Reich des vendeurs de marchandises coloniales et de la Fédération des commerçants d'épicerie fine et d'alimentation au détail, puis de 1934 à 1943, dirigeant du "Wirtschaftsgruppe Einzelhandel" ("Groupe économique de commerce de détail"), et à partir de 1938, chef du "Reichsgruppe Handel" ("Groupe de commerce du Reich").
De septembre 1942 et jusqu'à la fin de la Seconde Guerre mondiale, il est député au Reichstag. En 1943,il devient secrétaire d'État du ministère de l'Économie du Reich.